# Richard John Neuhaus
Richard John Neuhaus (14. května 1936 – 8. ledna 2009) byl prominentní americký duchovní, spisovatel a novinář kanadského původu. Nejprve byl luteránským pastorem, později konvertoval ke katolicismu a stal se katolickým knězem. Byl zakladatelem a vydavatelem konzervativního ekumenického měsíčníku First Things a autorem několika knih, včetně The Naked Public Square: Religion and Democracy in America, The Catholic Moment: The Paradox of the Church in the Postmodern World a Catholic Matters: Confusion, Controversy, and the Splendor of Truth. Byl také skalním zastáncem učení římskokatolické církve o bioetických otázkách a v této oblasti také působil jako neoficiální poradce bývalého amerického prezidenta George Bushe mladšího.

## Dílo

### Knihy
- Movement and Revolution (spoluautorem byl Peter Berger, 1970)
- In Defense of People: Ecology and the Seduction of Radicalism (1971)
- Time Toward Home: The American Experiment as Revelation (1975)
- Against the World for the World: The Hartford Appeal and the Future of American Religion (spoluautorem byl Peter Berger, 1976)
- Freedom for Ministry" (1979)
- Unsecular America (1986)
- The Naked Public Square: Religion and Democracy in America (1986)
- Confession, Conflict, and Community (co-edited with Peter Berger, 1986)
- Dispensations: The Future of South Africa As South Africans See It (1986)
- Piety and Politics: Evangelicals and Fundamentalists Confront the World (na vydání se spolupodílel i Michael Cromartie, 1987)
- Democracy and the Renewal of Public Education (na vydání se podílel i Richard Baer, 1987)
- Jews in Unsecular America (1987)
- The Catholic Moment: The Paradox of the Church in the Postmodern World (1987)
- Believing Today: Jew and Christian in Conversation (spoluautorem byl Leon Klinicki, 1989)
- Reinhold Niebuhr Today (1989)
- Guaranteeing the Good Life: Medicine and the Return of Eugenics (editor, 1990)
- Doing Well & Doing Good: The Challenge to the Christian Capitalist (1992)
- America Against Itself: Moral Vision and the Public Order (1992)
- Freedom for Ministry: A Guide for the Perplexed Who are Called to Serve (1992)
- To Empower People: From State to Civil Society (spoluautorem publikace byl Peter Berger, 1996)
- The End of Democracy?: The Celebrated First Things Debate, With Arguments Pro and Con and "the Anatomy of a Controversy" (na vydání se podílel i Mitchell Muncy, 1997)
- The Best of the Public Square (1997)
- Appointment In Rome: The Church in America Awakening (1999)
- The Eternal Pity: Reflections on Dying (editor, 2000)
- A Free Society Reader: Principles for the New Millennium (2000)
- There We Stood, Here We Stand: Eleven Lutherans Rediscover Their Catholic Roots (spoluautorem byl Timothy Drake, 2001)
- The Second One Thousand Years: Ten People Who Defined a Millennium (editor, 2001)
- The Best of the Public Square: Book 2 (2001)
- Death on a Friday Afternoon: Meditations on the Last Words of Jesus from the Cross (2001)
- As I Lay Dying: Meditations Upon Returning (2002)
- The Chosen People in an Almost Chosen Nation: Jews and Judaism in America (editor, 2002)
- Your Word Is Truth: A Project of Evangelicals and Catholics Together (spoluvydáno s Charlesem Colsonem; 2002; ISBN 0-8028-0508-6)
- As I Lay Dying: Meditations Upon Returning (2003)
- The Best of the Public Square: Book 3 (2007)
- Catholic Matters: Confusion, Controversy, and the Splendor of Truth (2007)
- American Babylon: Notes of a Christian Exile (2009)